# Mateu Bellvé i Bonifaç
Mateu Bellvé i Bonifaç   (Reus, 21 de setembre de 1769 - Reus, segle XIX) va ser un mestre fuster i tallista català.

## Biografia
Era fill de Francesc Bellvé, mestre fuster, ebenista, tallista i daurador, de Reus, i de Francesca Bonifaç, de Valls, germana de l'escultor Lluís Bonifaç. Es va iniciar com a tallista al taller del seu pare, i durant els anys d'aprenentatge va freqüentar els tallers dels seus oncles, Lluís, el més important escultor de la família, i Francesc Bonifaç, establert a Tarragona. L'any 1791 es va casar amb Maria Bartolí, filla de Josep Bartolí, sastre de Reus, i van tenir un fill, Mateu Bellvé i Bartolí, que va destacar com a ebenista.
Era un home senzill, i les seves obres no tenien massa qualitat. Va treballar amb el seu pare durant més de quinze anys, fins que a la seva mort es va posar al capdavant del taller, un centre de formació pels fadrins que es dedicaven a la fusteria artística. El 1809 va ser nomenat regidor i obrer de la Prioral de Sant Pere. Va fer el retaule major de l'església de Sant Salvador de Vilanova de Prades, i figures d'alabastre de Sarral per la Catedral de Tarragona. Tota la seva obra s'ha perdut.
- Mata de la Cruz, Sofia «Mateu Bellvé i Bartolí: escultor de Reus (1792-1864)». Informatiu Museus [Reus], època III, núm. 25, 25-01-2004, pàg. 9-12.
- Olesti Trilles, Josep. Diccionari biogràfic de reusencs.  Ajuntament de Reus, 1991, p. 107-108.